# ドイツにおけるレーダーの開発
ドイツにおけるレーダーの開発（ドイツにおけるレーダーのかいはつ、蘭：Ontwikkeling_van_de_radar_in_Duitsland）の試みはワイマール共和国時代以前にまで遡ることができる。強力な技術的進歩があったのは第三帝国時代である。

## 開発前史

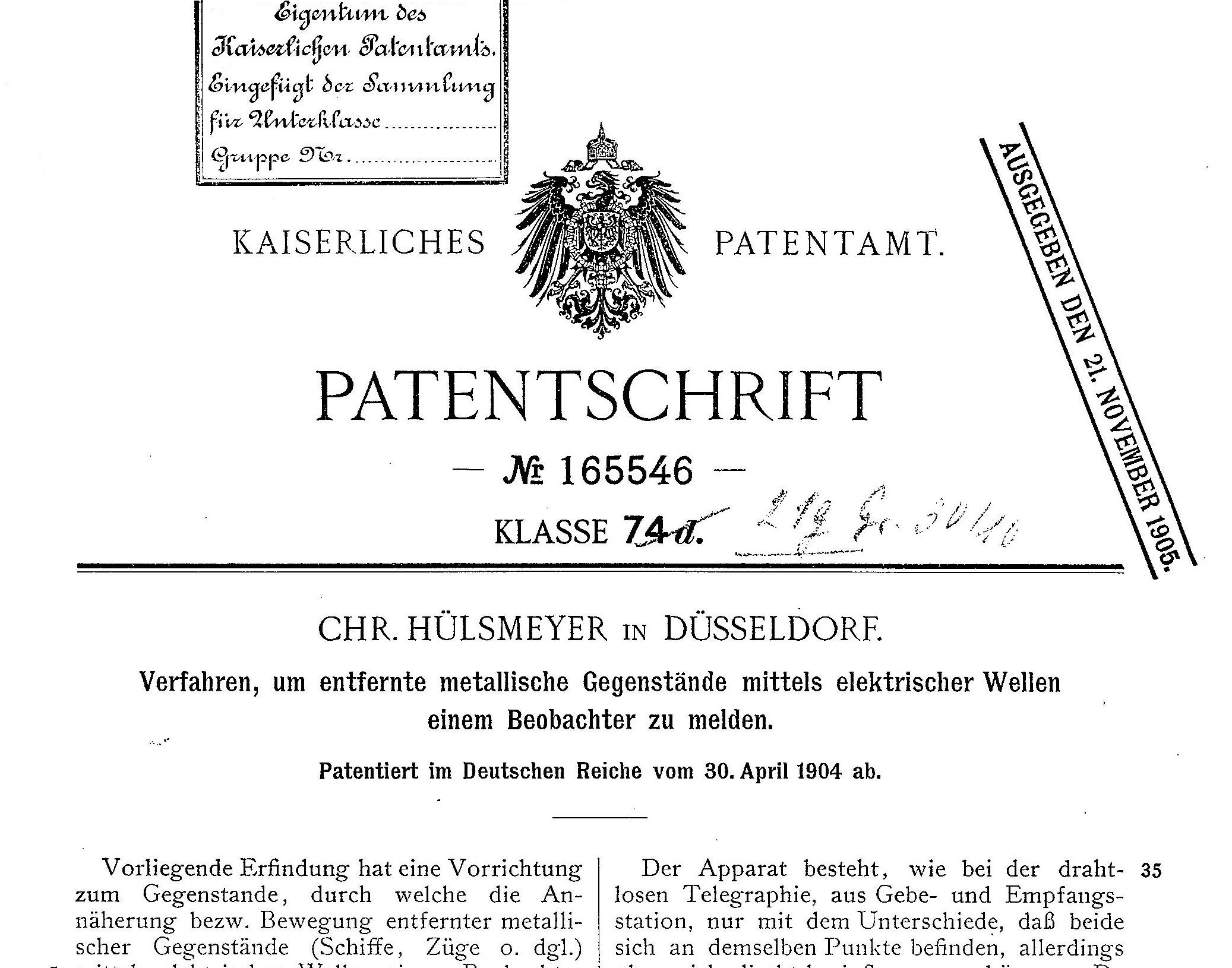
テレモビロスコープの特許証（DE 165546）

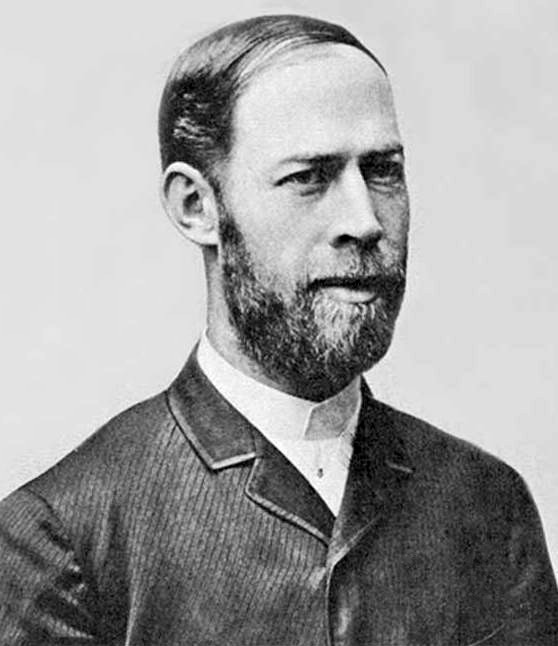
ハインリッヒ・ヘルツ

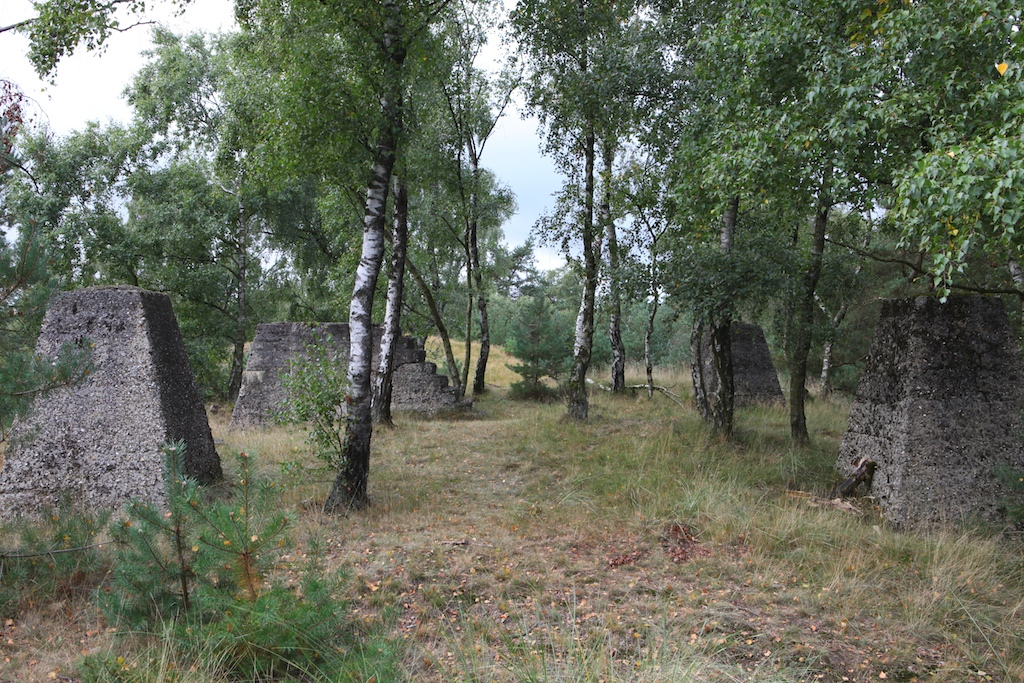
ティーローゼの遺跡

電磁波の反射によって金属物体を検知する方法は、1904年、ドイツ人技師クリスティアン・ヒュルスマイヤーが、ドイツと外国の特許を取得した「テレモビロスコープ」という装置で始まった。しかし、彼の発明の原理は新しいものではなかった。1886年、当時カールスルーエ大学にいたハインリヒ・ヘルツが、他の電気伝導体を通して電磁波が放射されることを実証しているのである。ヒュルスマイヤーは、テレモビロスコープで最初のレーダーを開発し特許を取得（特許公開DE 165546号）したが、テレフンケン社は彼の特許を買い取ることを拒否した。彼の発明は、当時の時代精神にとって過激すぎたためである。
第一次世界大戦中、ドイツのメディア王アウグスト・シャールの息子リヒャルト・シャールは、電波を探知媒体にすることを思いついた。彼はヒュルスマイヤーのテレモビロスコープの存在を全く知らなかったが、物議をかもしたSF作家ハンス・ドミニクと共にシュトラールツィーラーを開発し、波長10cmで作動する試作機を製作した。1916年2月、リヒャルト・シャールはシュトラールツィーラーの技術的詳細を当時のドイツ帝国海軍に送ったが、戦争に応用できないとの理由で却下された。この設計も時代を先取りしたもので、ヒュルスマイヤーやシャールの先進的な発想は、人々がその応用性を認識するまで何十年も待たなければならなかった。
1926年の夏、アメリカ人のグレゴリー・ブライトとマール・トューヴは、レーダーの原理を初めて実用化した。彼らは、送信されたレーダー波のエコーによって電離層の高さを測定した。さらに1920年代には、世界中の多くのラジオ・アマチュアが高周波電磁波の利用に注目していた。彼らのアイデアに、フランス、イギリス、アメリカ、ドイツは技術進歩の超大国として台頭しようとしていた。

## 開発史

### 1929 - 1933 年: 諜報実験部 (NVA)
高周波無線応用兵器の開発に関心を示したのはドイツ海軍であった。1929年、キールの諜報実験部（Nachrichten-Versuchsabteilung、NVA）は、反射音波を利用して水中物体を探知するのに適した水平音線の研究を開始した（これがソナーの前身である）。NVAの技術部長であったルドルフ・キュンホルトは、同じ原理で電波を使って大気中の環境で使用することを決定した。1933年、NVAがベルリンのピンシュ社と共同で、パラボラアンテナを使い、13.5cmの送信機から100ミリワットの送信電力で電波のエコーを受信することに成功した。しかし、当時は技術的資源も知識も限られており、送信パワーも低すぎたため、金属物体に照射された電波の反射を検出することはまだできなかった。

### 1934 - 1936 年: 電気音響機械装置協会 (GEMA)

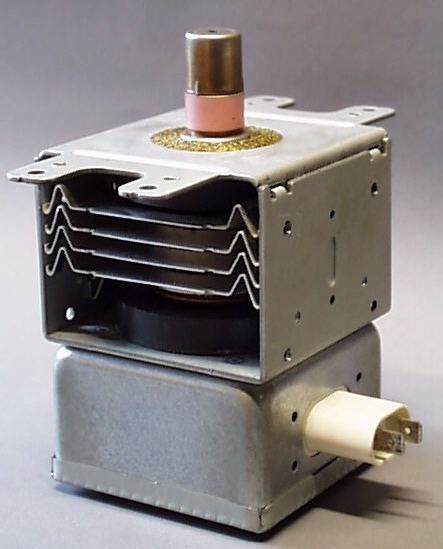
マグネトロン

同じころ、無線分野の技術的パイオニアであるオランダのフィリップス・アイントホーフェン社が50ワットのマグネトロンを発売した。ドイツの科学者たちは、送信機の出力を80ワットに上げるためにマグネトロンを購入したが、テスト中に不安定であることが判明した。キューンホルト博士はドイツのテレフンケン社に送信機の開発を引き継ぐよう依頼したが、テレフンケン社はその申し出を拒否した。 そこでキューンホルト博士は率先して、1934年に電子工学の研究を推進するための財団、いわゆるドイツ電気音響機械装置会社（GEMA）を設立した。GEMAは、NVAプロジェクトの指導力とプロトタイプを引き継ぎ、波長48cm（周波数630MHz）の無線送信機の開発に取り組んだ。戦艦ヘッセンでプロトタイプをテストしている間に、彼らは送信信号をパルス形式で送信すべきだという結論に達した。
一方、NVAの最初の請負業者であったベルリンのピンシュ社は、競合他社であるテレフンケン社の登場に後押しされ、より良い性能を発揮するために、最初の設計（13.5cm送信機）の送信出力を300mWまで引き上げることに成功した。送信機と受信機を10メートル（30.4フィート）離して設置することで、このシステムは試験船ヴェレ（旧グリール）のエコーを最大2キロメートルまで探知することができた。UHF帯のラジオテレホンを使った他のテストでは、43kmの距離まで到達できた（ヘルゴラント島からワンゲルークまで）。
一方はテレフンケン社、もう一方はピンシュ社で、両社は互いの開発を凌駕しようと時間との戦いに明け暮れていた。GEMAは48cmセットで300mの距離で結果を出し、その後1934年10月には12kmの距離で試験船ヴェレ号からのレーダーエコーを探知することに成功した。1935年のテストでは、波長の長い（Λ、ラムダ）信号は副作用を起こさず、反射の質は電波が反射する物体によって異なることが示された。これを受けて、2m波（～150MHz）で動作する新しい送信機を作ることが決定された。GEMAもまた、マイクロ波電子管に基づく13.5cm送信機でピンシュの設計を選んだ。マグネトロンはすぐに安定性が十分でないことが判明し、出力パワーも希望より低かった。これらの問題は、高出力マグネトロン（キャビティマグネトロンと呼ばれる）を使うことで改善されたが、その開発は非常に遅れた。
1935年9月26日、48cm砲の改良型がエーリヒ・レーダー元帥、ドイツ海軍艦隊司令官ロルフ・カールス提督、マリンヴァッフェナント司令官カール・ヴィッツェル提督、その他の海軍上級将校に披露された。テストでは、砲艦ブレムゼがレーダーの標的となり、良好な結果が得られた。この後、ドイツ海軍はいくつかのプロジェクトの立ち上げを決定し、Electric Positionという怪しげなコードネームをDeTe（Dezimeter Telegraphie）に変更した。
その結果、ドイツ海軍のレーダーはそれ以来、水兵の間でDeTe-Gerätと呼ばれるようになり、Deutsche Technisches Gerätと誤って表記されることもあった。DeTe-Gerätが導入された当時、艦上の灰色の配電盤とアンテナがどのような目的で使用されているかを知っていた船員はほんの一握りだった。DeTe-Gerätという名称は第二次世界大戦の前半まで使われた。48cmレーダーセットがGEMA研究所に戻される前に、まずヴェレ艦に搭載され、海軍レーダーを搭載した最初のドイツ艦となった。このレーダーの精度を高めるため、設計は82cmレーダー（368-370MHz）に変更され、ドイツのSeetaktレーダーシステムの前身が誕生した。

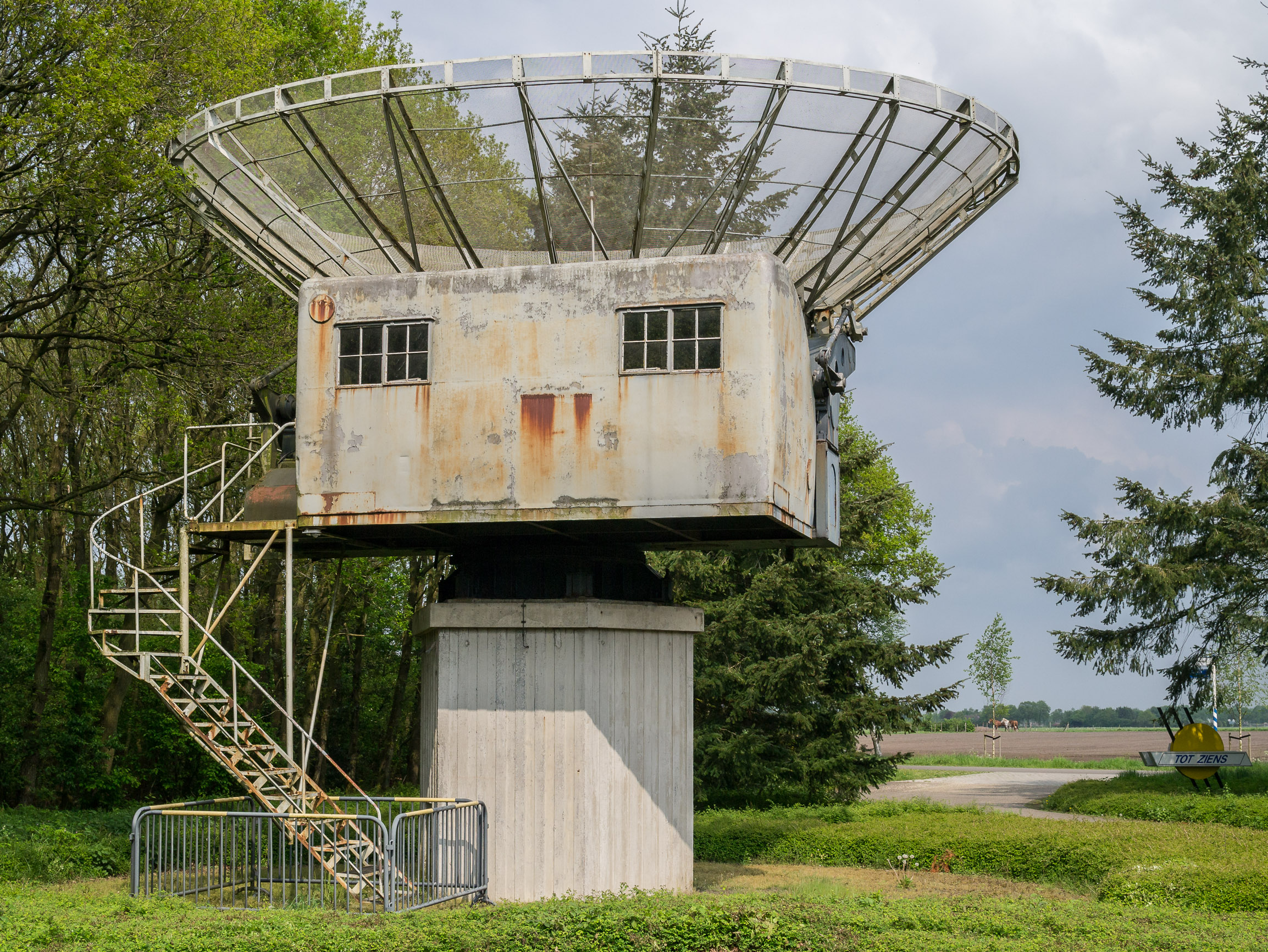
ウルツブルグ・レーダーシステム

1935年には、テレフンケンが波長50cmのパラボラアンテナに基づくレーダーを開発し、これがウルツブルグ・レーダーシステムの前身となった。このシステムは当初陸上用だったが、後に船舶用にも使われるようになった。

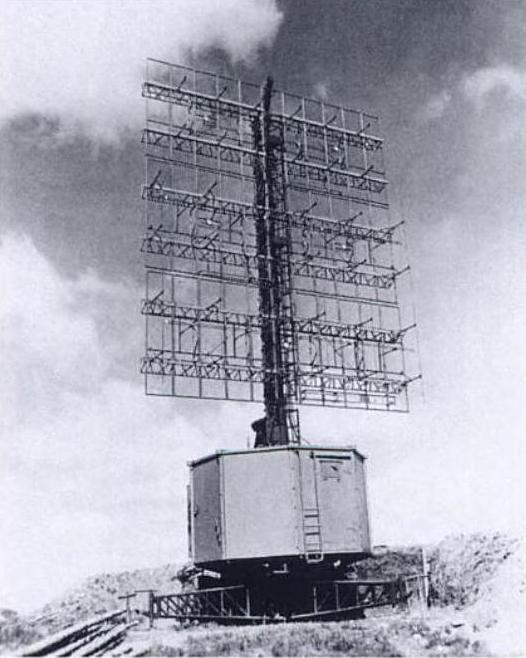
フライヤ・レーダーシステム

1936年2月、GEMA研究所は最終波長1.8m（165MHz）、出力8キロワットの前述の2mレーダーを完成させた。テストでは28kmの距離から航空機が探知され、ドイツ軍はこのシステムを航空警報システムとして使用することを決定した。こうしてフライヤ・レーダーシステムの前身となった。

### 1937 - 1938 年: GEMA、テレフンケン、シーメンス、ローレンツ、AEG の開発への参入
第二次世界大戦の直前、ドイツの多くの小規模企業がレーダーとマイクロ波の開発に参入した。しかし、秘密主義と巨額の資金を必要としたため、開発は主にGEMA研究所とテレフンケン、シーメンス、ローレンツ、AEGが主導することになった。
レーダーの開発は、次のような軍事用途向けの3つの基本的なレーダー システムにも分割された。
- 空軍用レーダー
- 海軍用レーダー
- レーダー管制式高射砲用

ドイツの科学者は、固定周波数レーダー システムの設計にそれを使用した。 3 つの基本的なレーダー システムには、敵味方識別装置の要求に応じて、それぞれ独自の周波数があった。
- 125 MHz - 空軍レーダー
- 368 MHz - 海軍レーダー
- 560 MHz - 高射砲レーダー

### 1939 - 1945: 第二次世界大戦
第二次世界大戦が始まると、レーダー・システムの開発は複雑な問題となり、その歴史的経緯を紹介することが難しくなった。大まかに言えば、レーダー開発は3つの基本システム（空軍用、海軍用、高射砲用）をめぐって始まった。これら3つの開発はそれぞれ、エンドユーザーの特定のニーズと要求に向けられていた。特筆すべきは、これら3つの基本システムの開発者間の公式協力がほとんどなかったことである。その一方で、主要企業（GEMA、シーメンス、テレフンケン、ローレンツ、AEG）は3つのプロジェクトすべてで協力し、当然ながら3つのプロジェクトで独自の原則を採用していた。レーダー・システムの呼称を統一しようという議論がなされたのは、第二次世界大戦の後半になってからである。それまでは、6つの異なる名称体系が存在していた。
ナチス・ドイツがソビエト連邦で苦戦し始めると、合理化政策が導入された。アドルフ・ヒトラーからの命令（Führerbefehl）が出され、すべての科学プロジェクトは6ヶ月以内に戦線に配備できなければならず、配備できなければ即座に中止するというものだった。その結果、テレフンケンのトップであるルンゲ博士は、センチメートル波レーダーの用途を見出せなくなり、開発を中止した。1942年11月末までにUHFとSHFの両研究所は閉鎖された。マルティーニ将軍はそれでも再開しようとしたが、航空省はこれを拒否した。1943年1月15日、この決定は撤回できないものとなった。
しかし、1943年2月2日、オランダのヘンドリック・イド・アンバハト（ロッテルダムの東約15km）付近にイギリスのパスファインダー（空襲の際、最初に爆弾を投下して後続機に目標を示す先導機。嚮導機（きょうどうき））・スターリング爆撃機が墜落した際、ドイツ軍は残骸の中に奇妙な物体を発見した。それはH2Sセンチメートル波レーダー（シリアルナンバー6）の残骸だった。以後、ドイツ軍は直ちにセンチメートル波レーダーの研究を停止する措置をすべて解除した。発見されたH2Sレーダーを「ロッテルダム・レーダー」と名付け、スターリング爆撃機の墜落から3週間後、ブラント博士を会長とするドイツの作業部会「ロッテルダム・レーダー研究会（Arbeitsgemeinschaft Rotterdam、AGR）」が発足した。作業部会には全権が委任され、英国に追いつけ追い越せの時間との戦いが始まった。センチメートル波レーダーの開発は広い科学分野に及ぶため、いくつかのプロジェクトを並行して進めることになった。
プロジェクトの概要と決定事項
1. 早期に 電波長 9cm のレーダーを設計するために、「ロッテルダム・レーダー」を研究する。このプロジェクトはコードネーム「ベルリン」と名付ける。
2. 自動標的レーダー探知機付きH2Sレーダー探知機を開発する。このプロジェクトのコードネームは「Naxosレーダー探知機（英語版）」とする。
3. センチメートル波受信機（SHF帯域用スーパーヘテロダイン方式）を開発。 このプロジェクトのコードネームは「Korfu」とする。
4. Korfu システムと Naxos システムを組み合わせ「Kornax」とする。
5. ドイツ製空洞マグネトロン（LMS10）、SHF用同軸ケーブル等の研究開発を開始。
6. レーダー開発を含むさまざまなプロジェクトにおいて、ドイツの産業界、大学、軍事組織が協力し、統合する。テレフンケンはこのセットアップの主契約者となる。